# سرغين
سرغين أو سرقين، مدينة و بلدية تابعة إقليميا إلى دائرة قصر الشلالة ولاية تيارت الجزائرية. 

## الموقع الجغرافي
يحدها كل من:
- شمالا: بلدية سيدي لعجال.
- جنوبا: بلدية القرنيني والخميس وحاسي بحبح.
- الغرب: قصر الشلالة وزمالة الأمير عبد القادر .

## الثروات الطبيعة
تعد بلدية سرقين منطة فلاحية بالدرجة الأولى إذ أنها تحتوي على موارد مائية كبيرة وتربة خصبة.
ثروة زراعية
تعتبر بلدية سرغين موطنا لفاكهة المشمش إذ تنتج البلدية كميات كبيرة من هذه الفاكهة إضافة لعدة أنواع أخرى للفاكهة مثل الرمان والتين والخوخ، كما أنها منتجة للعديد من الخضروات الموسمية والحبوب من قمح وشعير، وتحتوي على عدة مزارع نموذجية.

### ثروة مائية
منبع رأس العين، ويمر على البلدية واد الطويل. إضافة على عدة آبار إرتوازية ذات تدفق عالي للمياه وعدة منابع طبيعية آخرى للمياه ( عين الخضراء، عين الفريطيسة، عين القرقورة، عين الجرب التي يعتبر دواء للأمراض الجلدية، عين بوشطيبة)

### ثروة غابية ونباتية
غابة الدزيرة و 2 محمية بيئية طبيعية.

### الثروة الحيوانية
تعد البلدية منطقة رعوية حيث تنتشر بها و بصفة كبيرة تربية المواشي وخاصة الأغنام و الماعز والأبقار، وكذلك تحتوي على عدة مراكز لتربية الدواجن. و هناك مشاريع مستقبلية لتربية الأسماك في منبع رأس العين.

## المناطق السياحية
تعتبر البلدية قطبا سياحيا مهمشا إذ تحتوي على حمام معدني - حمام سرقين - ويعد من أهم الحمامات إذ يعرف توافد الكثير من الناس وخاصة في العطل وفصل الصيف. وهو الوحيد على مستوى ولاية تيارت بحيث يتوسط كل من ولاية المدية والجلفة وتيسمسيلت، كما تصل حرارة مياهه إلى أربعة وثلاثين درجة مئوية وبمعدل 10ل في الثانية، كما تعتبر مياهه علاجا لبعض الأمراض الجلدية أهمها الحساسية وغيرها ويتم على مستواه علاج مرض الروماتيزم.
وكذلك تحتوي البلدية على مرفق سياحي تنعدم فيه التهيئة وهو منبع رأس العين.

## منشآت قاعدية
- 6 مساجد.
- سبعة ابتدائيات و متوسطة وثانوية.
- مستشفى جواري ومستوصفين و واحد قيد البناء.
- مركزين للبريد والمواصلات.
- ملحقة للتكوين المهني.(تم اغلاقها)
- تحتوي ملعب كبير على ثلاث ملاعب صغيرة (واحدة قيد الإنشاء).
- مكتبة عمومية للمطالعة.
- دار الشباب.
- مركز للراحة للمجاهدين بسرغين أنشأ هذا المركز سنة 2008 يبعد عن بلدية سرغين بـ08 كلم و عن مقر الولاية بـ 140 كلم ، يتكون من فندق يحوي 34 غرفة بطاقة استيعاب تقدر بـ 68 سرير ، مسبح للرجال و مسبح للنساء ، مكتبة ، جناح طبي ، مطعم بطاقة 116 فرد ، 20 حمام فردي حظيرة للسيارات .[1]

## وصلات أخرى

### وصلات خارجية
1. ↑  "حمام سرغين - مديرية السياحة والصناعة التقليدية تيارت". 7 يوليو 2022. مؤرشف من الأصل في 2022-07-22. اطلع عليه بتاريخ 2024-04-20.